# Ewald Christian Leopold von Kleist

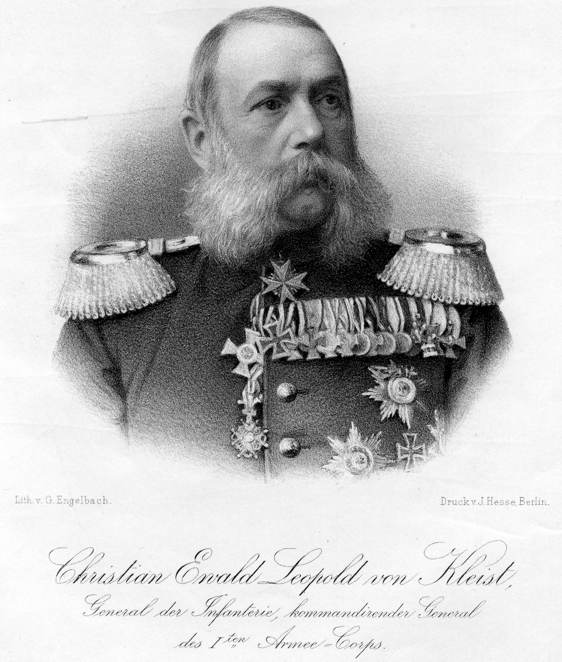
Ewald von Kleist

Ewald Christian Leopold von Kleist (* 25. März 1824 in Stolp in Hinterpommern; † 29. Dezember 1910 in Potsdam) war ein preußischer General der Infanterie sowie Chef des Infanterie-Regiments „Graf Dönhoff“ (7. Ostpreußisches) Nr. 44.

## Leben

### Herkunft
Ewald von Kleist war ein Angehöriger der pommerschen Adelsfamilie von Kleist und der jüngste Sohn des Majors a. D., zuletzt im 1. Garde-Regiment zu Fuß, und Postmeisters von Stolp Leopold Friedrich von Kleist (1780–1837) und dessen Ehefrau Wilhelmine Agnes Friederike, geborene von Blanckensee (1788–1867).

### Militärkarriere
Kleist wurde im Kulmer und Berliner Kadettenhaus erzogen. Am 12. August 1841 trat er als Sekondeleutnant in das 1. Garde-Regiment zu Fuß der Preußischen Armee ein und beteiligte sich im März 1848 während der Straßenkämpfen in Berlin an der Niederschlagung der Revolution. 1861 wurde er Kommandeur der Unteroffizierschule in Potsdam und avancierte 1863 zum Major. Als Adjutant beim Oberkommando der verbündeten Armee in Schleswig-Holstein nahm Kleist 1864 im Deutsch-Dänischen Krieg am Sturm auf die Düppeler Schanzen und dem Übergang nach Alsen teil. Dafür erhielt er den Roten-Adler-Orden IV. Klasse mit Schwertern.
1866 kommandierte Kleist das I. Bataillon seines Regiments, mit dem er während des Krieges gegen Österreich an den Gefechten bei Soor, Königinhof und der Schlacht bei Königgrätz teilnahm. Für seine Leistungen erhielt Kleist am 20. September 1866 den Pour le Mérite. 1868 wurde er Kommandeur des Mecklenburgischen Grenadier-Regiments Nr. 89 und im Jahr darauf folgte am 18. Juni 1869 seine Beförderung zum Oberst. Als solcher nahm Kleist dann während des Deutsch-Französischen Krieges 1870/71 an den Belagerungen von Metz, Toul und Paris teil und kämpfte bei Dreux, la Madeleine, Bouvet, Villorceau, Connerée und der Schlacht bei Le Mans. Mit den beiden Klassen des Eisernen Kreuzes ausgezeichnet, führte Kleist sein Regiment nach Kriegsende in die Garnison zurück. Für seine Verdienste verlieh ihm der Großherzog von Mecklenburg am 29. März 1873 das Komturkreuz des Hausordens der Wendischen Krone.
Am 2. September 1873 gab Kleist das Kommando ab, wurde zeitgleich zum Generalmajor befördert und zu den Offizieren von der Armee überführt. Er wurde dann am 16. Oktober 1873 Kommandeur der 41. Infanterie-Brigade. Mit seiner Beförderung zum Generalleutnant am 8. Februar 1880 folgte auch seine Ernennung zum Kommandeur der 1. Garde-Division, die er dann bis zum 31. Mai 1885 kommandierte. Anschließend wurde Kleist Kommandierender General des I. Armee-Korps in Königsberg und in dieser Stellung am 18. September 1886 zum General der Infanterie befördert.
Auf seinen Wunsch hin wurde Kleist am 11. Mai 1889 durch Wilhelm II. unter Verleihung des Großkreuzes des Roten Adlerordens mit der gesetzlichen Pension zur Disposition gestellt. Am 11. Januar 1896 erhielt er noch die Brillanten zum Großkreuz des Roten Adlerordens mit Eichenlaub und Schwertern und beging 1901 sein 60-jähriges Dienstjubiläum.

### Familie
Ewald von Kleist heiratete am 23. April 1856 in Pessin Ottilie von Knoblauch (1834–1914). Das Paar hatte vier Kinder:
- Friedrich (1858–1917), preußischer Generalleutnant, im Ersten Weltkrieg Kommandeur der 51. Reserve-Division und Rechtsritter des Johanniterordens,
- Elisabeth Pauline Thusnelda Ida (* 1859) ⚭ Eduard Georg von Jagow (* 1850), preußischer Oberst, Bruder von Bernhard von Jagow
- Agnes Laura Wilhelmine (* 1862) ⚭ Wilhelm Graf von der Groeben, Freiherr auf Ponarien und preußischer Rittmeister
- Marie Auguste Betty (* 1872), ehemalige Herzoglich-Sächsisch-Altenburgische Hofdame ⚭ Leopold von Buch, preußischer Generalmajor (1852–1919)